# 미쓰비시 중공업 요코하마 빌딩

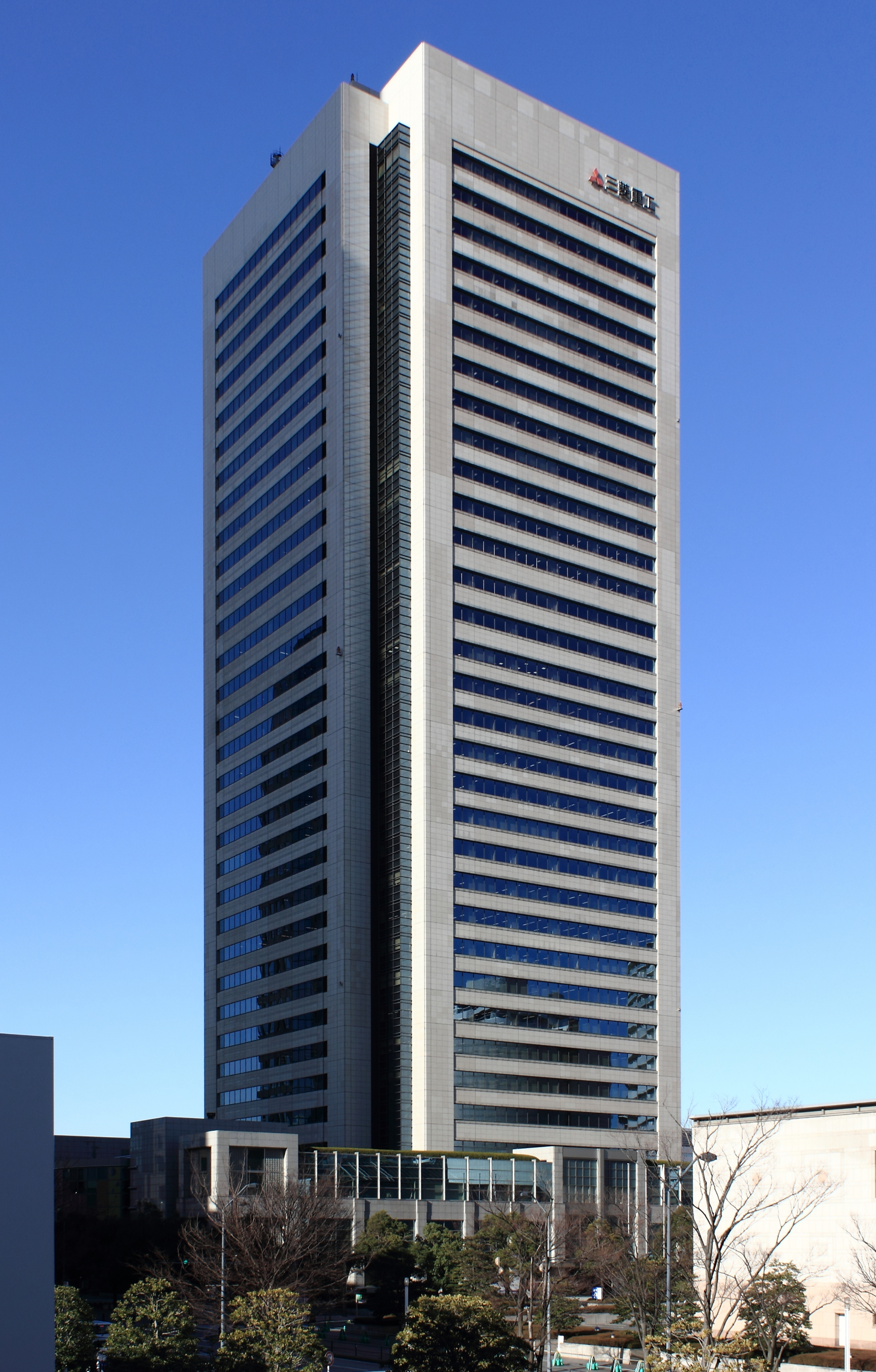
미쓰비시 중공업 요코하마 빌딩

미쓰비시 중공업 요코하마 빌딩(일본어: 三菱重工横浜ビル)은 일본 가나가와현 요코하마시 니시구 미나토미라이에 있는 미쓰비시 중공업 소유의 초고층 빌딩이다. 도쿄도 미나토구의 미쓰비시 중공업 빌딩과 함께 회사의 본사 기능을 가지고 있다.
미나토미라이 남부에 위치하고 있으며, 남동쪽에는 요코하마 랜드마크 타워, 북동쪽에는 요코하마 미술관에 인접해 있다. 옛 미쓰비시 중공업 요코하마 조선소의 부지에서 요코하마 박람회 기간 중 YES 홀이 설치되어 1992년 착공하여 1994년 준공했다. 완성 후에는 사무실 외에도 1층에서 3층까지 미쓰비시 미나토미라이 기술관, 편의점, 음식점 등이 입주해 있다.

## 미쓰비시 미나토미라이 기술관
미쓰비시 미나토미라이 기술관은 이 빌딩 내에 있는 과학관으로, 미쓰비시 중공업이 운영하고 있다.